# Bolesław Dehnel
Bolesław Dehnel (ur. 17 grudnia 1830 w Kęszycach, pow. ostrowski, zm. 9 kwietnia 1863 pod Lokajciami na Litwie) – polski działacz niepodległościowy, powstaniec styczniowy.

## Życiorys
Był synem Friedricha Augusta Dehnela i Anny z Kosseckich, córki wielkopolskiego działacza społecznego i niepodległościowego, Konstantego Kosseckiego, posła na sejm Wielkiego Księstwa Poznańskiego.
Urodził się w Kęszycach, w ówczesnym zaborze pruskim, w rodzinie protestanckiej, niemieckiego pochodzenia, ale mocno spolszczonej. W latach 1823–1850 Kęszyce były własnością Konstantego Kossowskiego h. Rawicz. Po otrzymaniu matury (1849) w gimnazjum w Ostrowie Wlkp. zamieszkał w Warszawie (1856), gdzie został urzędnikiem tamtejszego konsystorza. 
W Warszawie zaangażował się w niepodległościową konspirację, zagrożony aresztowaniem przez carskie władze wyjechał, mimo to w grudniu 1860 został osadzony w X Pawilonie Cytadeli Warszawskiej. Po zwolnieniu (30 marca 1861) zaangażował się w wydawanie nielegalnego pisma „Strażnica”, wg niektórych źródeł był nawet jego założycielem. Ponownie zmuszony do wyjazdu z Warszawy, zamieszkał koło Augustowa, gdzie po wybuchu powstania styczniowego wstąpił do oddziału płk. Andruszkiewicza;  zginął 9 kwietnia 1863 w potyczce pod Lokajciami, wg innych źródeł było to pod Sapieżyszkami.